# Paul Szabo
Paul Szabo (n. 8 octombrie 1954, Cluj-Napoca) este un scrimer român specializat pe spadă. A fost laureat cu bronz la Campionatul Mondial de Scrimă pentru juniori din 1972 de la Madrid. A reprezentat România la Jocurile Olimpice de vară din 1976 de la Montreal, clasându-se pe locul 19 la individual și pe locul 6 pe echipe. Cu ajutorul lui Geza Tatrallyay, un membru al echipei canadiene, a plecat din satul olimpic și a rămas în Canada. Paul Szabo a urmat cursurile Universității York din Toronto și a devenit psiholog în Toronto.